# Great Sand Dunes National Park and Preserve
Great Sand Dunes National Park and Preserve is een nationaal park in het zuiden van de Amerikaanse staat Colorado. Het park heeft een oppervlakte van 342 km², waarvan ongeveer 80 km² uit duinen bestaat. Sommige duinen zijn 230 meter hoog en behoren tot de hoogste van Noord-Amerika.
Het gebied werd in 1932 uitgeroepen tot Nationaal Monument. Op 22 november 2000 ondertekende de toenmalige president Bill Clinton een wet tot oprichting van het nationale park (Great Sand Dunes National Park and Preserve Act of 2000). Volgens de National Park Service trok het park in 2010 283.284 bezoekers.

## Afbeeldingen

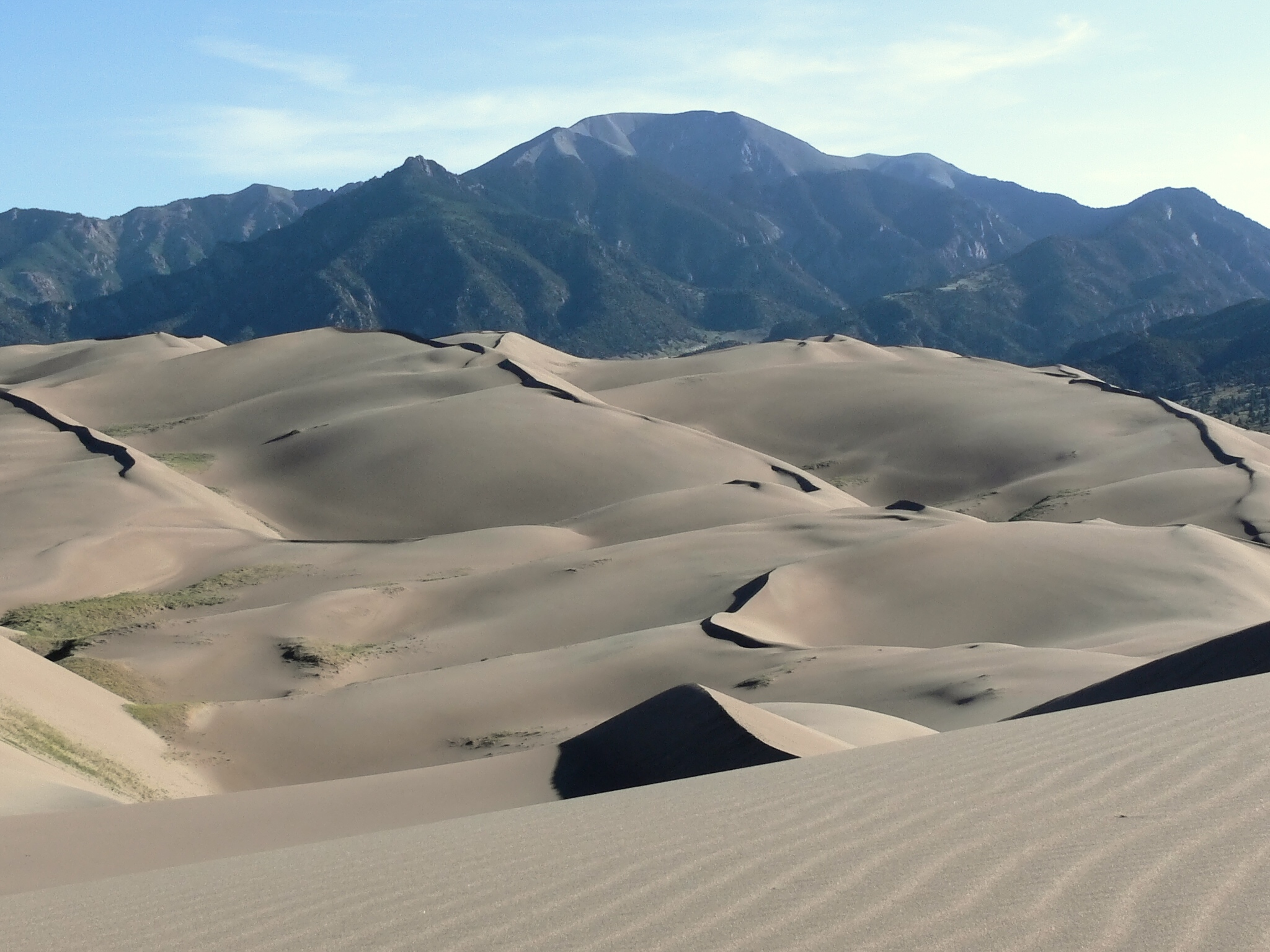
Great Sand Dunes
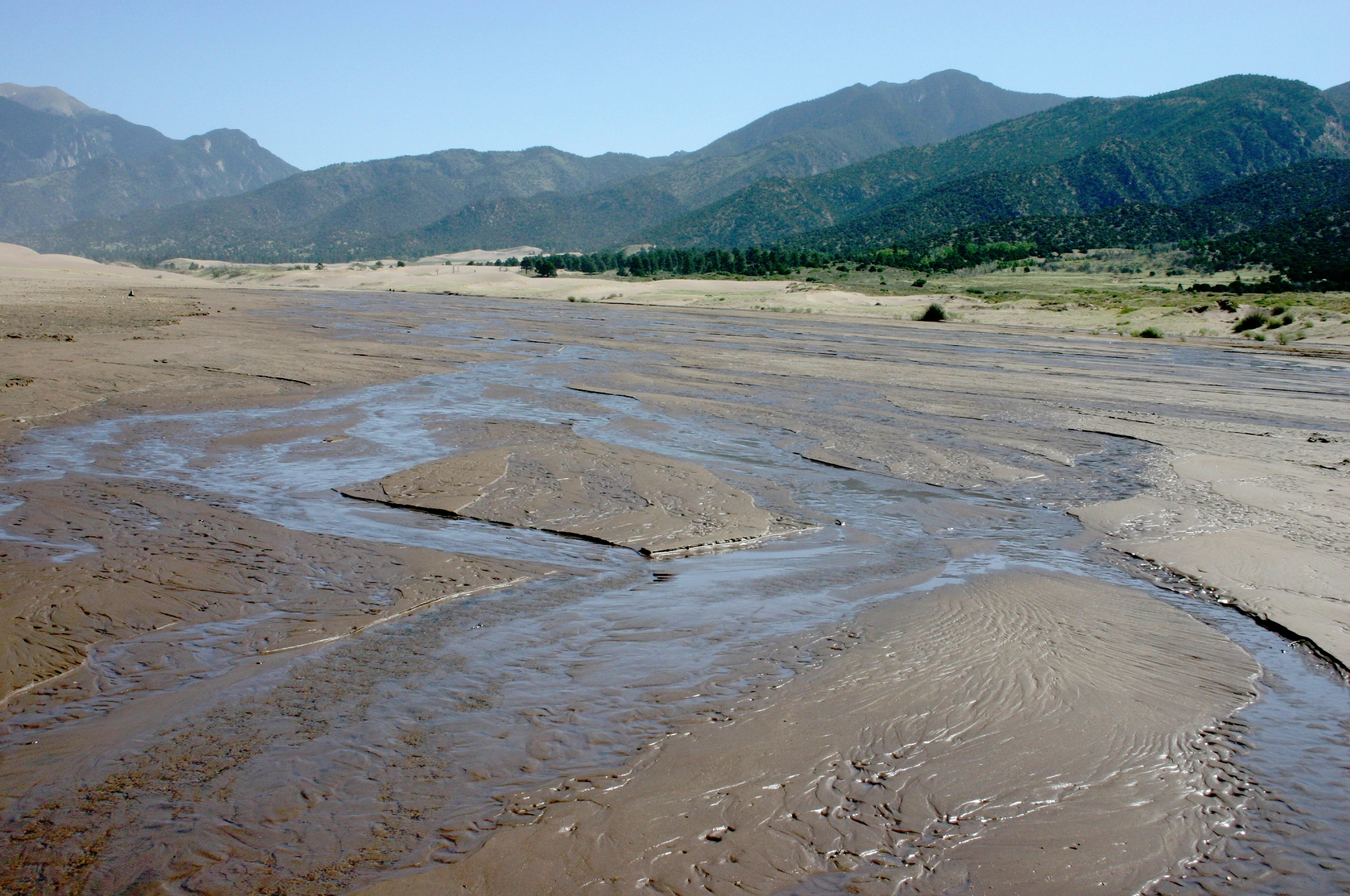
Medano Creek
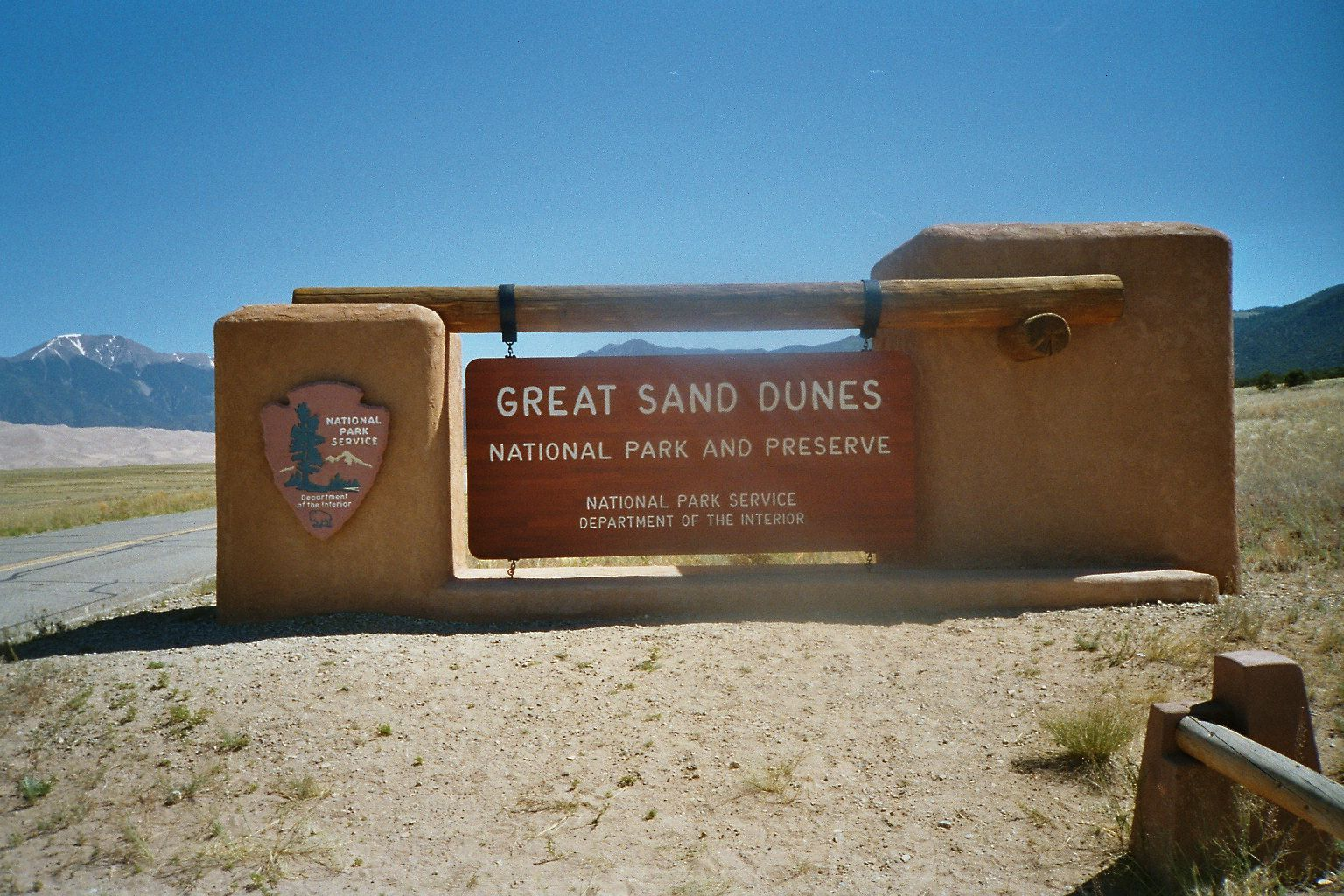
Entree van het park